# Графтіо Генріх Йосипович
Графті́о Ге́нріх Йо́сипович (*14 (26) грудня 1869 — †30 квітня 1949) — радянський інженер-енергетик, фахівець з електрифікації залізниць, будівельник перших в СРСР гідроелектростанцій, академік АН СРСР (1932).

## Біографія
Генріх Графтіо народився 14 грудня 1869 року в місті Дінабург (нині — Даугавпілс, Латвія) Вітебської губернії Російської імперії в сім'ї залізничника, нащадка дворянського роду з Нідерландів.
Закінчив фізико-математичний факультет Новоросійського університету в Одесі у 1892 році і Петербурзький інститут Корпусу інженерів шляхів сполучення — в 1896 році. З 1896 по 1900 вивчав гідроелектричні станції і електричні залізниці в Європі та США.
У 1900-1917 роках проектував і будував залізниці, склав проекти електрифікації залізниці Криму та Закавказзя, ГЕС «Біле Вугілля» на річці Підкумок (1903), ГЕС на річці Вуоксі (близько 1905), на річці Мала Іматра (1905), на річці Волхов (1911), а також, за пропозицією міських властей Петербургу, спроектував і організував рух електричного трамвая в Петербурзі. Його відкрили 29 вересня 1907 року на маршруті протяжністю трохи більше двох кілометрів, а пізніше продовжили ще двома створеними Графтіо трамвайними лініями. Під його керівництвом була побудована центральна електростанція з трьома паровими турбінами, п'ять електропідстанцій, три вагонних парка, прокладено понад 100 кілометрів ліній електричних контактних дротів і обладнано більше 100 моторних трамвайних вагонів.
З 1907 року викладав в Петербурзькому (Ленінградському) електротехнічному інституті. З 1921 — професор цього інституту.
У 1912 році разом з інженером Є. Паліциним на замовлення Управління внутрішніх водних доріг розробив проект гідроелектростанції на Петропавлівських порогах річки Волхов — для постачання енергією столичного залізничного вузла. Але через втручання «Спілки електричного освітлення 1886 року», що забезпечувала Петербург електроенергією від своєї теплової станції, і побоювання землевласників щодо негативних наслідків зведення греблі, втілення проекту було відкладено на невизначений термін.
У 1917 році розробив проект спорудження наземного «залізничного метрополітену» від Балтійського вокзалу до станції «Удєльная» в Петербурзі. Після зміни влади, навесні 1918 року, очолив Електрозаліздор — управління у складі Наркомшляху, що розробляло план електрифікації залізничних магістралей країни. Через два роки став одним з натхненників Комісії державної електрифікації Росії, створеної під патронажем Леніна, і безпосереднім автором розділів плану ГОЕЛРО «Електрифікація і транспорт» та «Електрифікація Кавказького району».
На початку 1921 року очолив будівництво Волховської ГЕС, де з 1918 року працював помічником головного інженера призупиненого у зв'язку з Громадянською війною будівництва.
11 березня 1921 року був арештований Петроградською ЧК разом зі всім керівництвом Волховбуду. Згодом його звільнили як «великого фахівця» постановою про «непричетність до справи» після особистого втручання Леніна і Гліба Кржижановського.
У 1927-1935 роках керував будівництвом Нижньосвірської ГЕС, де вперше у практиці світового гідробудування звів греблю з великим тиском на слабких ґрунтах, поклавши в основу будівництва принцип розпластаного фундаменту.
Роботу по спорудженню ГЕС поєднував з науковими дослідженнями. Під його редакцією публікувалися бюлетені, а також «Матеріали по дослідженню р. Волхов і його басейну» (1924-1929).
У 1938-1945 роках був головним інспектором з будівництва ГЕС Міністерства електростанцій СРСР. Під час Другої світової війни займався евакуацією до Середньої Азії і введенням в експлуатацію енергетичного устаткування. Повернувшись до Ленінграда, брав активну участь у відновленні енергетичного потенціалу міста.
Помер 30 квітня 1949 року у Ленінграді. Похований на Великоохтинському кладовищі міста. На надгробку напис: «Моєму незабутньому чоловіку, другу і наставнику від його РТ».

## Нагороди
- Нагороджений орденом Леніна і орденом Трудового Червоного Прапора.
- У 1932 році, минувши всі проміжні рівні, стає дійсним членом Академії Наук.

## Образ у мистецтві
Про Графтіо режисер Геннадій Казанський зняв художній фільм «Інженер Графтіо» — з Анатолієм Папановим в головній ролі (знятий — в 1978 році, вийшов на екрани — в 1979; виробництво — СРСР, кіностудія «Ленфільм»).

## Вшанування пам'яті
- У місті Волхов і селищі Свірстрой Ленінградської області встановлені пам'ятники Графтіо.
- У будинку вченого, побудованому за його проектом у Волхові (Жовтнева набережна, будинок № 27), де нині знаходиться Музей історії міста Волхова, встановлена меморіальна дошка і діє постійна експозиція, присвячена Генріху Графтіо[2].
- Меморіальна дошка Графтіо встановлена на будівлі Санкт-Петербургського державного електротехнічного університету, де академік працював (Аптекарський проспект, будинок № 3).
- Меморіальна дошка встановлена на будинку в Санкт-Петербурзі, де Графтіо жив у 1914–1949 роках (проспект Добролюбова, будинок № 15).
- Меморіальна дошка встановлена на будівлі Петербурзького державного університету шляхів сполучення (Московський проспект, будинок № 9).
- Ім'я Графтіо присвоєне Нижньосвірській ГЕС.
- Ім'ям академіка Графтіо названа вулиця в Даугавпілсі.
- Ім'ям Графтіо у 1949 році названа вулиця в Санкт-Петербурзі (колишня Пермська).
- Ім'ям Графтіо названа вулиця в селищі Павловка Нуріманівського району Республіки Башкортостан.
- Ім'ям Графтіо названа вулиця в місті Запоріжжя, Україна.
- Ім'ям Графтіо названа вулиця в місті Перм.
- Ім'ям Графтіо названа вулиця в місті Заволжя Нижньогородської області.

### Основна
- Артемов Б. Отступничество Генриха Графтио [Архівовано 14 липня 2014 у Wayback Machine.]// Суббота плюс. — 2014. — №7(782). — 13 февраля.
- Виповнилося 135 років від дня нарождения засновника російської енергетики Генріха Осиповича Графтіо// Сайт ОАО «ТГК-1»: tgc-1.ru (рос.)
- Володин М. Генрих Графтио и его план электрификации всей страны // Первая крымская. — 2013. — №457. — 11 января.
- Графтио Генрих Осипович // Большая советская энциклопедия / Гл. ред. А.М. Прохоров, 3-е изд. — Т. 1-30. — М.: Советская энциклопедия, 1969-78. — Т. 7. Гоголь-Дебит, 1972. — 608 с. — 630 000 экз.
- «Работай так, как учит Сталин». Промышленные предприятия [Архівовано 14 липня 2014 у Wayback Machine.] //Первушина Е. Ленинградская утопия. Авангард в архитектуре Северной столицы. — М.: Издательство Центрполиграф, 2012. — 312 с. — 3 000 экз. — ISBN 978-5-227-03673-5
- Пуля О. [Архівовано 2 жовтня 2013 у Wayback Machine.] Водяная мощь России // Энергетика сегодня. — 2009. — №7-8 (сентябрь-октябрь). — С. 26-30.

### Додаткова
- Григорьев С. Графтио // Адреса Петербурга. — СПб.: 2007. — № 25/38. — С. 4-5.
- Шевцов В. Н., Смирнов И. С. Генрих Осипович Графтио. — М.; Л., 1955.